# Печёрская Буда
 Печерская Буда — деревня в  Смоленской области России,  в Хиславичском районе. Расположена в юго-западной  части области  в 12 км к юго-востоку  от Хиславичей.
Население — 281 житель (2007 год). Административный центр Печерского сельского поселения.

## История
Бывшее имение Энгельгардтов в Мстиславском уезде Могилёвской губернии. До 1917 года в имении были винокуренный, конный и кожевенный заводы. В 1877 году в Печерской Буде Александр Петрович Энгельгард построил экипажную мастерскую, где применил свои инженерные знания для создания инновационных для того времени повозок на каучуковых рессорах. В 1902 году построена церковь(в замен уничтоженной пожаром в 1899г.) во имя Пресвятой Троицы, которая была освящена 26 сентября 1904 года. (ныне разрушена). В 2002 году деревня была газифицирована.

## Достопримечательности
- Обелиск воинам советской армии погибшим в 1941—1945 гг.